# John McNaughton
Pour les articles homonymes, voir McNaughton.
John McNaughton est un réalisateur américain né le 13 janvier 1950 à Chicago. Il est surtout connu pour les thrillers Henry, portrait d'un serial killer et Sexcrimes.

## Filmographie

### Cinéma
- 1984 : Dealers in Death (documentaire)
- 1986 : Henry, portrait d'un serial killer (Henry: Portrait of a Serial Killer)
- 1991 : Sex, Drugs, Rock & Roll
- 1991 : Borrower
- 1993 : Mad Dog and Glory
- 1996 : Normal Life
- 1998 : Sexcrimes (Wild Things)
- 2000 : Condo Painting (documentaire) Sur le peintre George Condo.
- 2001 : Speaking of Sex
- 2004 : Redliners
- 2009 : Backstabbers
- 2013 : The Harvest

### Télévision
- 1994 : Girls in Prison
- 1997 : Firehouse
- 1999 : Le Manipulateur (Lansky)
- 2003 : Expert Witness

### Festivals
- Membre du jury au 7e festival international du film fantastique d'Audincourt, Bloody week-end, du 26 au 29 mai 2016